# Mannaseh Makiba
Manasseh Quiz Makiba, né vers 1984, est un avocat et homme politique papou-néo-guinéen.

## Biographie
Il grandit dans la province de Hela. Titulaire d'une licence de droit de l'université de Papouasie-Nouvelle-Guinée en 2007, il effectue ensuite deux ans d'études à l'Institut de Formation juridique de Papouasie-Nouvelle-Guinée. Il est admis au barreau en 2009 et pratique le métier d'avocat jusqu'en 2017. Il est également directeur juridique d'une entreprise d'extraction minière de 2014 à 2017.
Il entre au Parlement national comme député sans étiquette de la circonscription de Komo-Margarima (dans la province de Hela) aux élections législatives de 2017. Nommé adjoint au ministre du Pétrole et de l'Energie Fabian Pok dans le gouvernement de Peter O'Neill, il démissionne du gouvernement fin avril 2022, affirmant que les projets d'extraction de gaz naturel liquéfié autorisés par celui-ci ne profitent pas assez aux communautés propriétaires des terres où se font ces projets. Durant cette période, plusieurs autres ministres démissionnent, ce qui contraint Peter O'Neill à quitter sa fonction de Premier ministre en mai. Les députés élisent James Marape à sa succession et Manasseh Makiba rejoint le Pangu Pati, le parti politique de ce dernier.
Les élections législatives de 2022 se déroulent dans un contexte de violences entre partisans de candidats différents dans la province de Hela, y compris à Margarima, la ville au cœur de la circonscription de Manasseh Makiba. Ce dernier est réélu député, avec l'étiquette du Pangu Pati, et le Premier ministre James Marape le nomme ministre des Affaires de Bougainville. Il est ainsi chargé des relations avec cette province autonome qui, par un référendum en 2019, a voté massivement en faveur de l'indépendance à horizon 2027. Sa nomination est accueillie favorablement par le président de Bougainville, Ishmael Toroama.